# Wereldkampioenschap superbike van Losail 2018
Het wereldkampioenschap superbike van Losail 2018 was de dertiende en laatste ronde van het wereldkampioenschap superbike en de twaalfde en laatste ronde van het wereldkampioenschap Supersport 2018. De races werden verreden op 26 en 27 oktober 2018 op het Losail International Circuit nabij Doha, Qatar.
De tweede race van het wereldkampioenschap superbike werd afgelast vanwege slechte weersomstandigheden. Sandro Cortese werd gekroond tot kampioen in de Supersport-klasse met een tweede plaats in de race, wat genoeg was om zijn laatste concurrent Jules Cluzel voor te kunnen blijven.

## Superbike
| Pos | Nr | Rijder               | Constructeur | Rondes | Tijd         | Grid | Punten |
| --- | -- | -------------------- | ------------ | ------ | ------------ | ---- | ------ |
| 1   | 1  | Jonathan Rea         | Kawasaki     | 17     | 33:34.913    | 2    | 25     |
| 2   | 66 | Tom Sykes            | Kawasaki     | 17     | +1.424       | 1    | 20     |
| 3   | 22 | Alex Lowes           | Yamaha       | 17     | +3.705       | 3    | 16     |
| 4   | 50 | Eugene Laverty       | Aprilia      | 17     | +4.723       | 4    | 13     |
| 5   | 33 | Marco Melandri       | Ducati       | 17     | +10.579      | 9    | 11     |
| 6   | 76 | Loris Baz            | BMW          | 17     | +13.173      | 7    | 10     |
| 7   | 60 | Michael van der Mark | Yamaha       | 17     | +14.557      | 8    | 9      |
| 8   | 7  | Chaz Davies          | Ducati       | 17     | +17.216      | 12   | 8      |
| 9   | 45 | Jacob Gagne          | Honda        | 17     | +17.277      | 14   | 7      |
| 10  | 54 | Toprak Razgatlıoğlu  | Kawasaki     | 17     | +18.179      | 11   | 6      |
| 11  | 32 | Lorenzo Savadori     | Aprilia      | 17     | +24.924      | 5    | 5      |
| 12  | 36 | Leandro Mercado      | Kawasaki     | 17     | +30.183      | 13   | 4      |
| 13  | 12 | Javier Forés         | Ducati       | 17     | +34.931      | 6    | 3      |
| 14  | 40 | Román Ramos          | Kawasaki     | 17     | +46.851      | 16   | 2      |
| 15  | 16 | Gabriele Ruiu        | Kawasaki     | 17     | +58.890      | 15   | 1      |
| DNF | 77 | Maximilian Scheib    | MV Agusta    | 8      | Uitgevallen  | 17   |        |
| DNF | 2  | Leon Camier          | Honda        | 7      | Ongeluk      | 10   |        |
| DNS | 96 | Jakub Smrž           | Yamaha       | 0      | Niet gestart |      |        |

## Supersport
De race werd uitgesteld vanwege slechte weersomstandigheden. Uiteindelijk werd de race ingekort naar een lengte van 12 ronden.
| Pos | Nr  | Rijder                | Constructeur | Rondes | Tijd        | Grid | Punten |
| --- | --- | --------------------- | ------------ | ------ | ----------- | ---- | ------ |
| 1   | 144 | Lucas Mahias          | Yamaha       | 12     | 24:49.552   | 1    | 25     |
| 2   | 11  | Sandro Cortese        | Yamaha       | 12     | +2.000      | 2    | 20     |
| 3   | 64  | Federico Caricasulo   | Yamaha       | 12     | +3.137      | 7    | 16     |
| 4   | 36  | Thomas Gradinger      | Yamaha       | 12     | +3.161      | 9    | 13     |
| 5   | 21  | Randy Krummenacher    | Yamaha       | 12     | +6.236      | 11   | 11     |
| 6   | 6   | Corentin Perolari     | Yamaha       | 12     | +6.608      | 5    | 10     |
| 7   | 98  | Héctor Barberá        | Kawasaki     | 12     | +6.709      | 10   | 9      |
| 8   | 3   | Raffaele De Rosa      | MV Agusta    | 12     | +7.705      | 8    | 8      |
| 9   | 38  | Hannes Soomer         | Honda        | 12     | +13.060     | 12   | 7      |
| 10  | 56  | Péter Sebestyén       | Honda        | 12     | +23.199     | 16   | 6      |
| 11  | 86  | Ayrton Badovini       | MV Agusta    | 12     | +23.887     | 13   | 5      |
| 12  | 84  | Loris Cresson         | Yamaha       | 12     | +33.090     | 19   | 4      |
| 13  | 74  | Jaimie van Sikkelerus | Honda        | 12     | +38.099     | 17   | 3      |
| 14  | 88  | Christian Stange      | Kawasaki     | 12     | +38.113     | 20   | 2      |
| 15  | 10  | Nacho Calero          | Kawasaki     | 12     | +1:20.910   | 21   | 1      |
| 16  | 12  | Alex Murley           | Honda        | 12     | +1:35.014   | 22   |        |
| DNF | 16  | Jules Cluzel          | Yamaha       | 11     | Ongeluk     | 3    |        |
| DNF | 34  | Ezequiel Iturrioz     | Kawasaki     | 11     | Uitgevallen | 23   |        |
| DNF | 51  | Glenn van Straalen    | Kawasaki     | 8      | Ongeluk     | 15   |        |
| DNF | 111 | Kyle Smith            | Honda        | 4      | Ongeluk     | 6    |        |
| DNF | 81  | Luke Stapleford       | Yamaha       | 2      | Ongeluk     | 4    |        |
| DNF | 78  | Hikari Okubo          | Kawasaki     | 0      | Ongeluk     | 14   |        |
| DNF | 49  | Sam Hornsey           | Triumph      | 0      | Ongeluk     | 18   |        |

## Eindstanden na wedstrijd

### Superbike
| Pos | Nr | Rijder               | Team     | Punten |
| --- | -- | -------------------- | -------- | ------ |
| 1   | 1  | Jonathan Rea         | Kawasaki | 545    |
| 2   | 7  | Chaz Davies          | Ducati   | 356    |
| 3   | 60 | Michael van der Mark | Yamaha   | 333    |
| 4   | 66 | Tom Sykes            | Kawasaki | 314    |
| 5   | 33 | Marco Melandri       | Ducati   | 297    |

### Supersport
| Pos | Nr  | Rijder              | Team   | Punten |
| --- | --- | ------------------- | ------ | ------ |
| 1   | 11  | Sandro Cortese      | Yamaha | 208    |
| 2   | 144 | Lucas Mahias        | Yamaha | 185    |
| 3   | 16  | Jules Cluzel        | Yamaha | 183    |
| 4   | 21  | Randy Krummenacher  | Yamaha | 159    |
| 5   | 64  | Federico Caricasulo | Yamaha | 143    |

2005 · 2006 · 2007 · 2008 · 2009 · 2014 · 2015 · 2016 · 2017 · 2018 · 2019